# 蘭菌根
蘭菌根（英語：Orchid mycorrhiza, OM）是蘭科植物與真菌所形成的一種菌根。蘭菌根對許多蘭科植物種子的萌發相當重要，因為許多蘭科的種子不具有任何養分儲備，完全以菌異營的方式透過蘭菌根從寄生的真菌獲取其需要的有機養分。蘭菌根是一種內菌根（endomycorrhiza），真菌的菌絲進入蘭花體內後，會在蘭花根部的細胞內形成稱為菌絲團（pelotons）的捲曲狀構造。
大部分菌根均是互利共生的關係，真菌提供植物水分與無機鹽，植物則行光合作用提供真菌有機養分，在環境中無機鹽濃度很高的情況下，無機鹽對植物的價值可能小於其付出的有機養分，使其交互作用傾向片利共生或寄生。蘭菌根則恰好相反，只有植物單方面地獲利，真菌卻無利可圖，蘭花的種子萌發與生長高度依賴真菌，但所有形成蘭菌根的真菌均可不依賴植物而獨立生長，且可能因養分損失而使其產生的子實體較自由生活的相近物種為少。有研究指出某些蘭花長出葉後可行光合作用製造有機養分，並提供部分有機物給真菌，也有研究認為當蘭花供給真菌的有機養分過少時真菌可能有轉為病原菌的傾象。蘭菌根可能是由叢枝菌根中有機養分流向的翻轉而演化而來，也有假說認為可能是演化自病原真菌對蘭科植物祖先的輕度感染。

## 真菌種類
形成蘭菌根的真菌多屬擔子菌門，包括角擔菌屬、蠟殼耳屬、胶膜菌属與紅菇屬等屬，但也有屬於子囊菌門者。這些真菌多為腐生真菌或寄生真菌，但也有可以同時與其他行光合作用的綠色植物形成外菌根的物種，即包含蘭科植物、真菌與綠色植物三者的交互作用，真菌從綠色植物取得有機物後，蘭花再藉由蘭菌根取得之。
有研究認為壽命較長的蘭科植物傾向與在群落中較占優勢的真菌形成蘭菌根，此關係可能對種子萌發較不利，但對成株植物較為有利，反之對壽命較短的蘭科植物而言，種子萌發的成功率相對重要許多，因此它們較常與較弱勢的真菌共生，以確保種子成功萌發。

## 機制

### 蘭花種子萌發

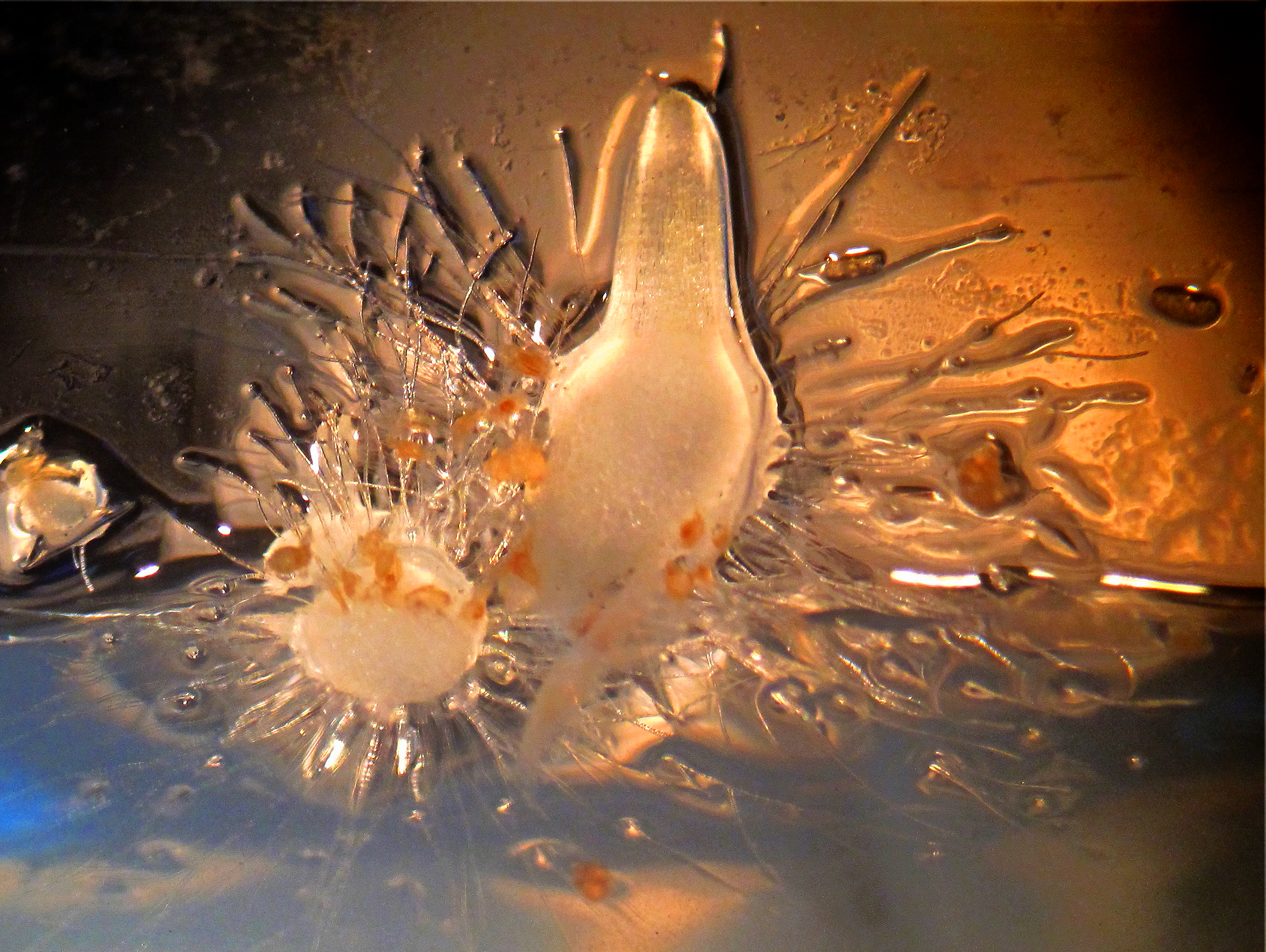
蘭科植物種子萌發時形成的原球體（protocorm）

蘭花的發育經過種子、原球體（protocorm，也可譯作原球莖）與成熟植株等三個階段。蘭花的種子非常小，長僅約0.35-1.5毫米，呈紡錘狀，其尖端有一個開口，尚無胚芽、胚根等分生組織，且不具備能供給自身生長的養分，而需從共生的真菌處獲取。種子萌發時，形成稱為由薄壁組織組成的原球體，並在幾天之內形成分生組織。
有些蘭花缺乏葉綠素，是絕對菌異營者，生活史的所有階段均依賴真菌提供有機養分，而有些蘭花是附生植物，其葉可能具有葉綠素，但種子萌發時仍可能需要真菌的協助以加快萌發速度並促進原球體的生長。蘭花種子萌發時，土壤中可以形成蘭菌根的真菌存在與否，可能是其能否順利萌發的關鍵因素，比原先認為的其他因素，如與親本植株的距離與地理位置等更加重要。

### 真菌進入蘭花

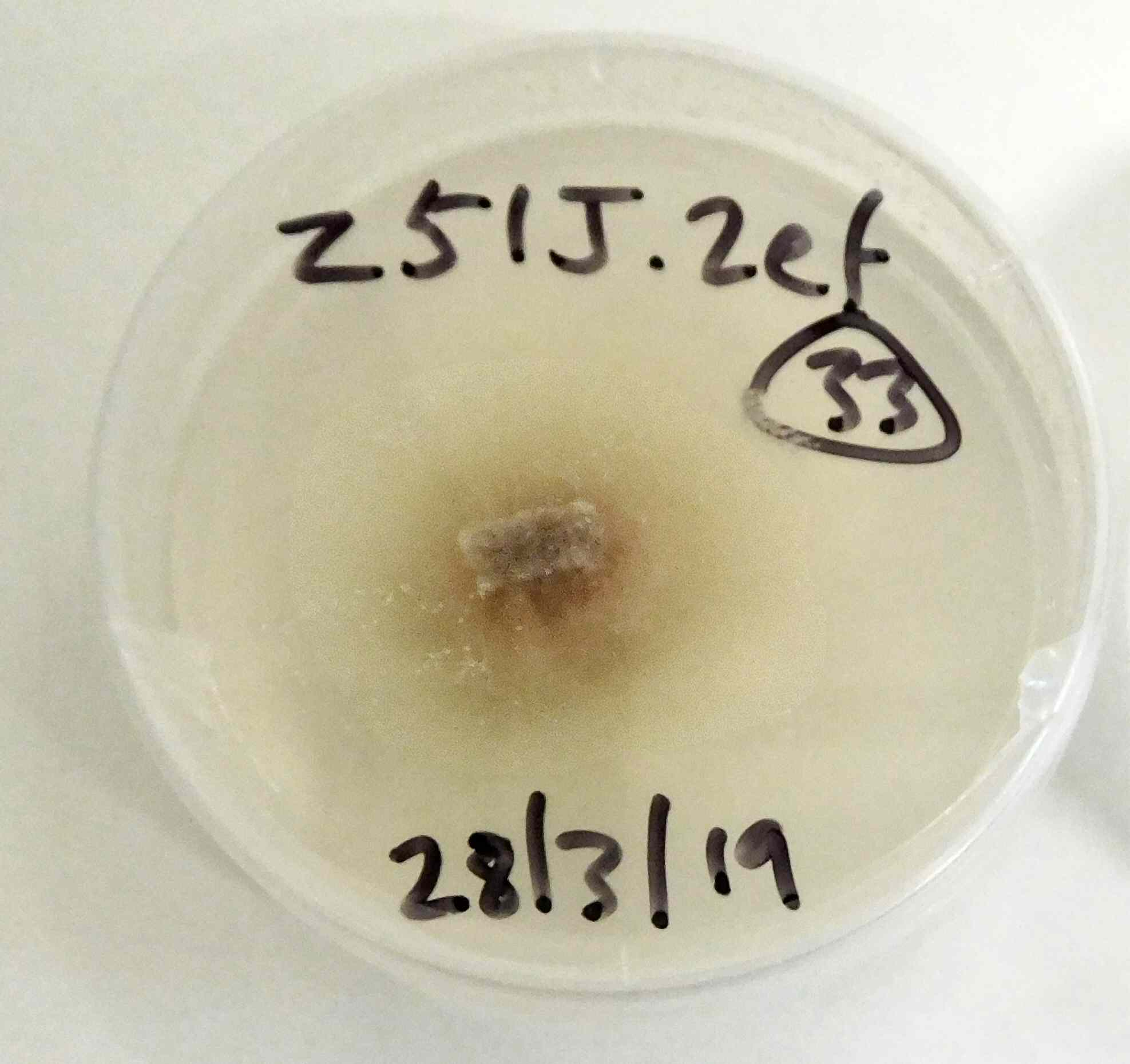
在培養基上生長的蘭菌根真菌

真菌可於蘭花的不同階段進入其體內，菌絲可以穿透蘭科植物的種子、原球體或成株的根部，進入蘭花的菌絲通常含有許多粒線體。許多成株蘭花有一些較粗、分岔較少的根，即為有利菌絲進入的構造，菌絲通常從根毛的尖端進入植物，進入後使根毛形狀扭曲。通常真菌進入蘭花後，它們的共生關係會一直持續，不過有研究表明在乾旱等極端環境下蘭花可以替換與其共生的真菌。
菌絲穿透蘭花細胞壁後會形成稱為菌絲團（pelotons）的捲曲狀構造，菌絲團是蘭菌根不同於其他種菌根的特有構造，不同菌絲團的大小與包裹緊密程度均可能有差異，菌絲團最後會被分解，形成蘭花細胞中黃色至棕色的塊狀構造，成為植物的養分來源。菌絲團分解的過程亦是當前的研究熱點，有研究發現菌絲團被宿主微管包圍的部位恰是首先崩解之處。菌絲團分解後，新的菌絲會繼續進入蘭花細胞，生成新的菌絲團。菌絲團與蘭花的細胞質不直接接觸，而是以蘭花的細胞壁或其他表面介質分隔。在其他內菌根中，此表面介質通常是由纖維素與果膠等植物細胞壁的成分組成，但蘭菌根中，表面介質一開始沒有這些成分，可能是由真菌分泌的物質組成，直到菌絲團開始分解之後，表面介質才開始出現纖維素與果膠，這可能表示菌絲感染的初期會釋放溶解酶以分解纖維素與果膠，甚至將其吸收，直到菌絲團開始崩解後才停止。有些絲核菌屬的真菌原本就有形成菌核的能力，形成蘭菌根時，也可在菌絲團中形成菌核，其菌絲膨大並累積蛋白質與肝糖等營養物質，目前尚不知蘭花是否有機制刺激菌核的形成，以提升真菌對其的營養價值。
蘭菌根中，真菌進入蘭花的機制又可細分為tolypophagy與ptyophagy兩種，大多數蘭菌根都屬於前者，即菌絲形成捲曲狀的菌絲團後再被分解，天麻屬等少數絕對菌異營的植物則屬後者，ptyophagy的蘭菌根中，根部皮層細胞的外側也會有菌絲團的形成，不過菌絲深入皮層內部時，在不形成菌絲團的情況下，菌絲頂端會被分解，其細胞質則噴出而被植物吸收。
剛被菌絲入侵的蘭花細胞通常有大顆的澱粉粒，而已有崩解的菌絲團的細胞則闕如，因此澱粉的分解可能與真菌在蘭花根部的拓殖有關。蘭花根部被真菌感染的皮質細胞以及鄰近細胞內的DNA含量均會增加，造成細胞核體積變大，DNA的增加可能與薄壁細胞的分化有關。
許多蘭花會合成抑菌素以控制菌絲入侵的範圍，菌絲進入五天後，原球體內的抑菌素與白楊素等物質的濃度升高，以避免菌絲進一步入侵植物的其他部位。真菌與植物的互動通常會影響植物激素的合成，或真菌本身可以分泌類似植物激素的物質，至少在一種蘭花的蘭菌根中，真菌可以合成吲哚乙酸以影響植物組織的發育。

## 特異性

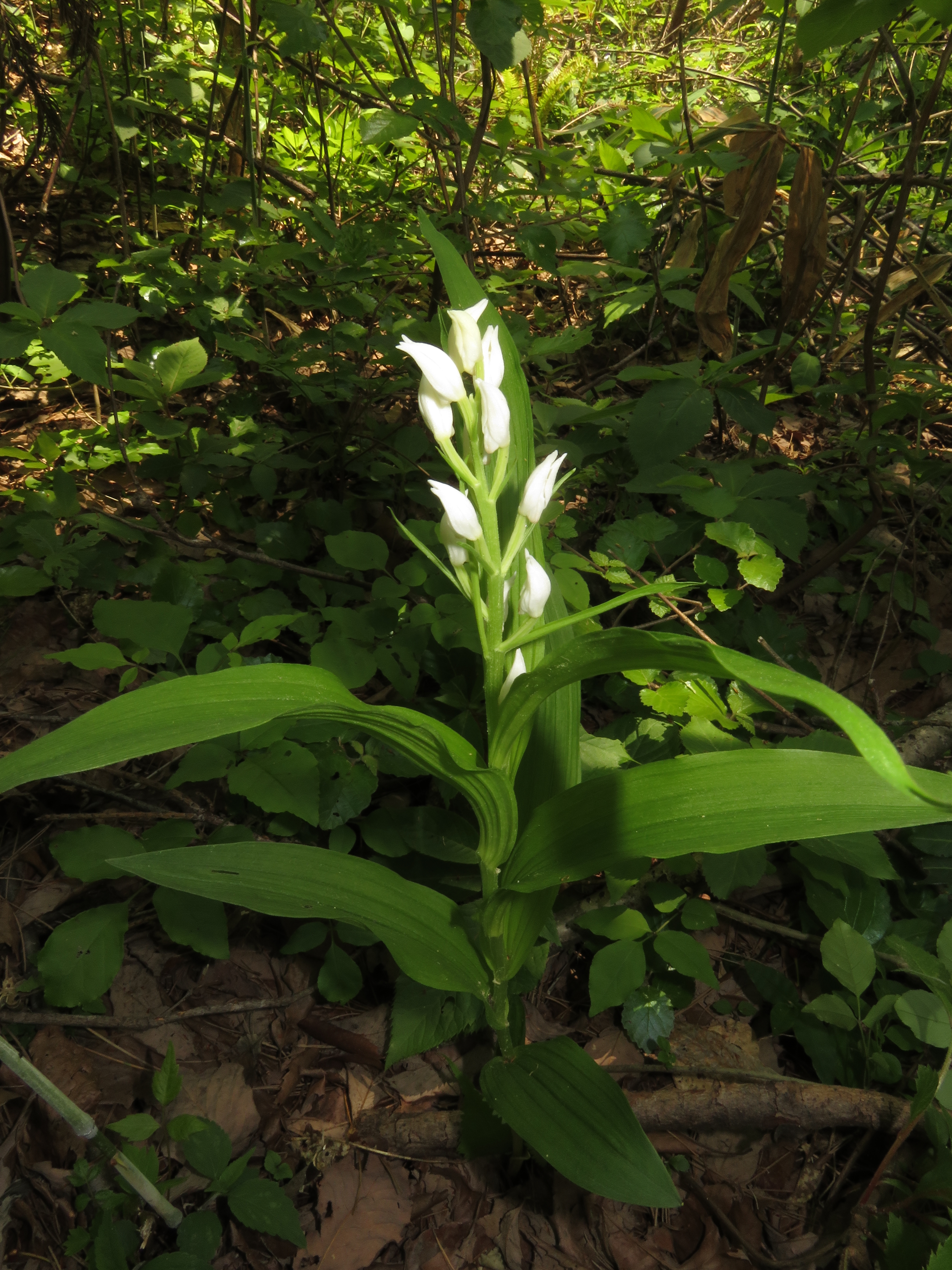
長苞頭蕊蘭

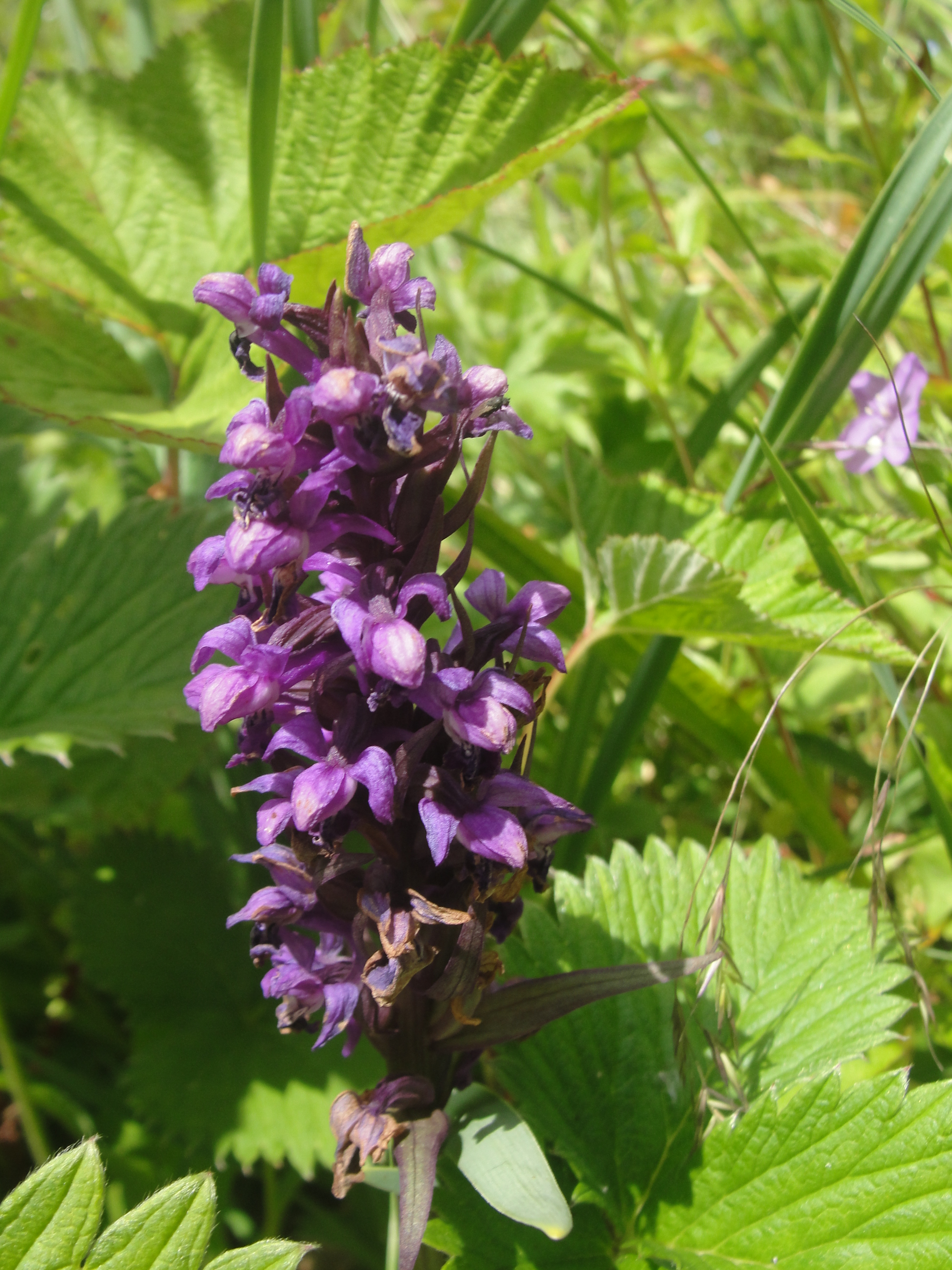
產於喜馬拉雅山區的掌裂兰

蘭菌根中，不同種蘭花與真菌的專一性有所不同，有些相當專一，有些則可與多種真菌形成蘭菌根，但造成特異性的分子機制仍不明朗。蘭花蘭菌根中真菌種類的研究對蘭花的栽培、保育很有幫助，特別是對於瀕臨絕種的蘭花種類，或香莢蘭等有商業價值的物種。不過這些研究的難度很高，其中一個難點是難以分離樣本中的形成菌根的真菌，與土壤中自由生長的真菌，在分子技術興起之後這項阻礙依然存在，而某些真菌類群中，用以辨認物種的rDNA序列演化相當快速，更加劇了辨認的難度。形成蘭菌根的真菌種類也受蘭花生長環境影響，一項研究分析留尼旺島上的蘭科植物與共生真菌的類群，發現地生蘭（生長在土壤中者）常與膠膜菌科的真菌形成蘭菌根，而附生蘭（附生於其他植物者）則較常與絲核菌屬的真菌形成菌根，另外附生蘭與真菌的專一性較地生蘭為高，這可能是因為它們生長的環境常缺乏水分與無機鹽，使蘭菌根的重要性相對增加，形成較大的選汰壓力，且附生蘭通常仍有行光合作用的能力，使整體共生關係更偏向互利共生，即真菌提供植物水分與無機鹽，植物也提供真菌有機養分，因此其蘭菌根在演化上較為保守，植物與真菌的共演化程度也較高。
一種稱為原地共生萌發（seed-baiting）的技術可用於研究形成蘭菌根的真菌種類，有助解決難以區分菌根菌與土壤中其他真菌的困擾。研究人員將蘭花的種子放入小袋中，再置於其正常生長的土壤裡，待種子萌發後便可從萌發的原球體或幼苗中分離出真菌，進而以DNA定序判定共生真菌的種類。分離出這些真菌後還可進一步將它們加入蘭花種子的培養基，再藉由觀察它們是否有助於種子的萌發，判定該種真菌能不能與該種蘭花形成蘭菌根。某些真菌可能可以促進某些蘭科植物種子的萌發，但對另一些蘭科植物種子有抑制的效果。
一般來說兼性菌異營的蘭科植物（即不完全依賴真菌提供有機養分者）可以與許多種真菌形成蘭菌根，例如長苞頭蕊蘭可以與紅菇科、口蘑科、蠟殼耳科與革菌科等多種真菌形成蘭菌根。絕對菌異營的植物如對共生真菌的專一性則較高，如斑點珊瑚蘭與紅菇科真菌有很密切的關係，產於智利的兩種蘭科植物Chloraea collicensis與Chloraea gavilu關鍵的共生真菌均只有絲核菌屬的種類。能與許多種真菌形成蘭菌根的蘭花種類，其共生真菌通常也是能與多種蘭花形成蘭菌根者，這些蘭花也可能同時與多種真菌形成蘭菌根。
不同種蘭花間也可能因爭奪形成蘭菌根的共生真菌而產生競爭。有研究發現兩種同域的珊瑚蘭屬真菌藉由寄生不同基因型的真菌來避免競爭。
了解蘭菌根中蘭科植物與真菌間的特異性，對瀕危蘭花的保育與復育相當重要，印度已有科學家成功從瀕臨絕種的掌裂兰成株蘭菌根中分離共生的角擔菌屬真菌，再加入種子的培養基上以助於其萌發，長成全株後成功移植回野外以達成復育的目標。